# Chiến tranh Genpei
Chiến tranh Genpei (源平合戦 (Nguyên Bình hợp chiến) Genpei kassen/Genpei gassen, 1180-1185) là cuộc chiến giữa hai gia tộc Taira và Minamoto vào cuối thời kỳ Heian của Nhật Bản. Chiến tranh kết thúc với sự thất bại của gia tộc Taira và sự thành lập của mạc phủ Kamakura bởi Minamoto Yoritomo vào năm 1192.
Cái tên Genpei xuất phát từ sự kết hợp cách đọc trong kanji từ kanji 'Minamoto' (源, Nguyên, Gen) và 'Taira' (平, Bình, "Hei/Pei"). Trận chiến này còn được gọi là Loạn Jishō-Juei(治承寿永の乱, Jishō-Juei no ran, Trị Thừa Thọ Vĩnh chi loạn).
Cuộc chiến bắt nguồn từ việc Minamoto đưa ra một ứng cử viên khác cho ngai vàng đối đầu với ứng cử viên của gia tộc Taira. Bắt đầu từ Trận Uji diễn ra ở ngoại ô Kyoto, kéo dài khoảng 5 năm, cuối cùng dẫn đến thắng lợi lớn của Minamoto trong trận thủy chiến Dan-no-ura.

## Bối cảnh
Chiến tranh Genpei là đỉnh cao của cuộc xung đột kéo dài hàng thập kỷ giữa hai gia tộc Taira và Minamoto nhằm giành quyền thống trị triều đình, và rộng hơn, là thống trị nước Nhật. Trong cuộc Nổi loạn Hōgen và Nổi loạn Heiji các thập kỷ trước đó, nhà Minamoto cố giành lại quyền lực từ tay nhà Taira nhưng thất bại. Nhà Taira bắt đầu tiến hành hàng loạt cuộc hành quyết, cố tiêu diệt kẻ thù của mình.
Năm 1177, quan hệ giữa nhà Taira và Cựu Thiên hoàng Go-Shirakawa trở nên căng thẳng cao độ, và sau đó Cựu Thiên hoàng cố làm cuộc đảo chính để lật đổ Daijō Daijin (Thái Chính Đại Thần, tương tự như Thủ tướng), Taira no Kiyomori. Kiyomori vốn biết tin rồi đánh bại Cựu Thiên Hoàng Go-Shirakawa, giam lỏng ông và bãi bỏ hệ thống Insei (viện chính). Điều này làm nảy nở tinh thần chống nhà Taira mạnh mẽ.
Tháng 5 năm 1180, Taira no Kiyomori đặt cháu trai mình là Antoku (lúc đó mới chỉ 2 tuổi) lên ngôi, sau khi Thiên hoàng Takakura thoái vị. Con trai của Cựu Thiên Hoàng Go-Shirakawa là Hoàng tử Mochihito cảm thấy rằng mình đã bị gạt ra khỏi vị trí chính đáng của mình trên ngai vàng, cùng sự giúp đỡ của Minamoto no Yorimasa, hai người đã gửi lời hiệu triệu đến nhiều gia đình samurai và tu viện Phật giáo có mối thù với nhà Taira nhằm kêu gọi chống đối lại Taira no Kiyomori vào ngày 5 tháng 5 năm 1180, sau đó Mochihito buộc phải trú ẩn ở đền Mii-dera ở Heian (Kyoto ngày nay) vì Kiyomori đang liên tục ban lệnh hành quyết những cá nhân chống đối thuộc thế lực bên ngoài.
Tháng 6, Kiyomori dời đô đến Fukuhara (ngày nay là Kobe), với hy vọng thúc đẩy giao thương với nhà Tống Trung Quốc vào ngày 15 tháng 6

## Bùng nổ chiến sự

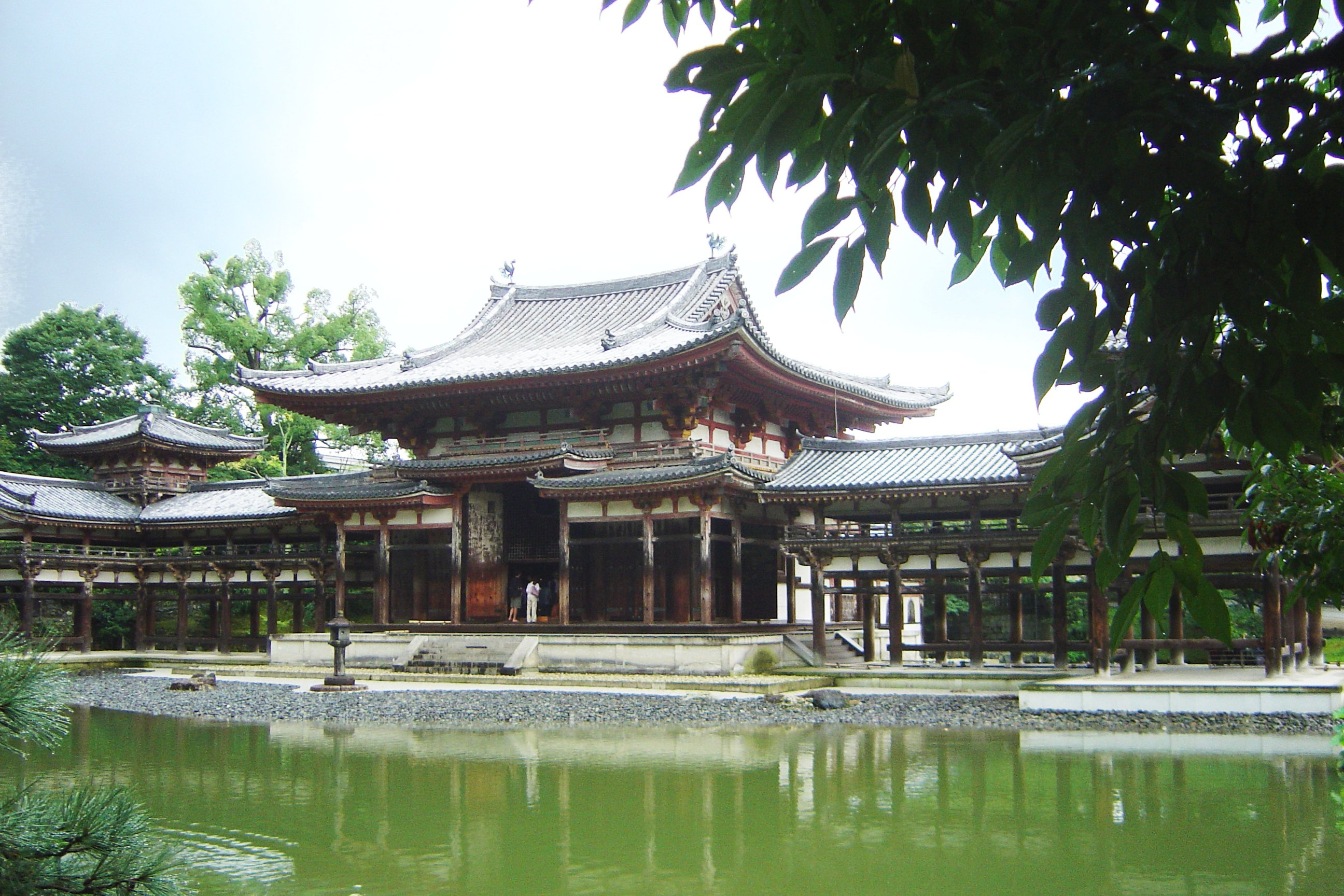
Phượng hoàng điện ở Byōdō-in, nơi Yorimasa mổ bụng tự sát (seppuku).

Các hành động tiếp theo của Taira no Kiyomori làm sâu sắc thêm sự hận thù của nhà Minamoto với gia tộc Taira. Do có sự can thiệp của một số nhà sư Mii-dera ủng hộ nhà Taira, Kiyomori biết được nơi trú ẩn của Mochihito và ra lệnh bắt giữ để hành quyết. Không thể đảm bảo sự bảo vệ cần thiết nếu ở lại đền Mii-dera, vì vậy Mochihito cùng với Yorimasa buộc phải rời đi, sau đó bị quân đội nhà Taira đuổi đến Byōdō-in, ngoại ô của Kyoto. Chiến tranh bắt đầu sau đó mặc dù đã phá hủy cầu bắc qua sông Uji để cắt đuôi nhưng quân đội nhà Taira đã vượt khúc cạn của sông để bắt kịp họ, một cuộc chạm trán kịch tính xung quanh cây cầu bắc qua sông Uji. Trận chiến kết thúc với lễ nghi tự sát của Yorimasa do bị thương nặng và do thất bại trong việc bảo vệ Mochihito, sau đó Mochihito đã bị bắt và hành quyết bởi Kiyomori.
Đây cũng là thời điểm Minamoto no Yoritomo nắm quyền lãnh đạo gia tộc Minamoto và bắt đầu đi khắp thôn quê khắp đồng bằng Kanto để tập hợp đồng minh. Khởi hành từ tỉnh Izu, hướng đến đèo Hakone, ông bị nhà Taira đánh bại trong Trận Ishibashiyama. Tuy vậy, ông cũng đến được tỉnh Kai và tỉnh Kozuke, nơi các gia tộc samurai bạn hữu khác giúp đẩy lui quân Taira. Trong khi đó, Taira no Kiyomori, báo thù các nhà sư ở Mii-dera và những người khác, bao vây Nara, đốt phá phần lớn thành phố và chùa đền.
Giao tranh tiếp diễn năm sau đó, Minamoto no Yukiie đánh lén vào quân đội của Taira no Tomomori trong Trận Sunomatagawa nhưng không thành công. Ông bị đánh đuổi cho đến Yahahigawa, phá hủy cây cầu qua sông để làm chậm bước tiến của quân nhà Taira. Nhưng ông bị đánh bại và phải rút lui một lần nữa, nhưng Taira no Tomomori do bị ốm nên quân nhà Taira hoãn lại việc truy kích Yukiie.
Taira no Kiyomori chết vì bệnh vào mùa xuân năm 1181 và cùng lúc đó khắp Nhật Bản bắt đầu phải hứng chịu một nạn đói kéo dài cho đến năm sau. Nhà Taira chuyển hướng tấn công sang Minamoto no Yoshinaka, anh em họ của Yoritomo nhưng không thành công. Gần 2 năm, hai bên ngừng chiến, chỉ tiếp tục vào mùa xuân năm 1183 nhưng binh lực và quân số kém hiệu quả do trải qua nạn đói và tập hợp binh lính là các nông dân dọc đường hành quân nên nhà Taira tiếp tục thất bại trước Yoshinaka.

## Chiến sự đổi chiều
Minamoto no Yoritomo, nghi ngờ sức mạnh của người anh em mình, phát động nhiều đợt tấn công chống lại Yoshinaka. Yoshinaka muốn chiếm các vùng đất của Yoritomo, vốn trước đây rất lâu thuộc về cha của Yoshinaka. Mặc dù hai người hòa giải với nhau và đồng ý rằng nên tập trung vào kẻ thù chung, nhà Taira, kẻ thù này vẫn mạnh trong suốt cuộc chiến. Bị ép phải công nhận Yoritomo là người đứng đầu gia tộc và gửi con trai mình Yoshitaka đến Kamakura làm con tin, Yoshinaka sẽ không thực sự sát cánh cùng người anh em họ trong phần lớn thời gian của chiến tranh. Ông muốn tự mình đánh bại nhà Taira và tiến vào Kyoto trước Yoritomo, tuyên bố chiến thắng và giành lầy danh dự và quyền lực.
Để xoa dịu mối nghi ngờ về sự phụ bạc hay phản bội của Yoritomo, Yoshinaka sống sót sau một trận tấn công vào thành của ông ở Hiuchiyama bởi Taira no Koremori và chạm trán với Koremori một lần nữa trong Trận Kurikara. Chiến thắng của Yoshinaka cho nhà Minamoto tại Kurikara, hay còn gọi là Trận Tonamiyama, là bước ngoặt của cuộc chiến. Qua chiến thuật sáng tạo, các đơn vị tài giỏi của quân đội ông và hàng loạt các chiến thuật nghi binh, lừa địch, Yoshinaka gián một đòn đau với nhà Taira, khiến họ phải bỏ chạy, hoảng loạn và mất tinh thần.
Thất bại của nhà Taira tại Kurikara nặng nề đến mức mà vài tháng sau, họ bị vây hãm tại Kyoto, với Yoshinaka tiến về thành phố từ hướng Đông Bắc và Yukiie từ phía Đông. Cả hai lãnh đạo của nhà Minamoto hầu như không gặp sự kháng cự trên đường hành quân về thủ đô và giờ buộc nhà Taira phải tháo chạy khỏi thành phố. Taira no Munemori, tộc trưởng từ khi cha ông Kiyomori qua đời, dẫn quân, cùng với Thiên hoàng Antoku trẻ tuổi và ba thần khí của Nhật Bản, đến thành trì của gia tộc mình ở phía Tây, đảo Honshū và Shikoku.

## Sự thù địch ở trong nội bộ nhà Minamoto
Nhà Taira nổi lửa đốt cung điện Rokuhara và các quận xung quanh, bỏ lại Minamoto no Yoshinaka với chỉ quân đội của các tỉnh xung quanh kinh đô. Được tiếp thêm sức mạnh từ sự ủy nhiệm của Thiên hoàng Go-Shirakawa truy kích nhà Taira và tiêu diệt họ, Yoshinaka một lần nữa cố giành lấy quyền kiểm soát gia tộc Minamoto và giành lại vùng đất của tổ tiên từ hai người anh em họ là Minamoto no Yoritomo và Yoshitsune.
Trong khi đó, nhà Taira chốn chạy, lập nên một triều đình tạm thời tại Dazaifu ở Kyūshū, cực Nam quần đảo Nhật Bản. Họ sớm bị quân nổi dậy địa phương, khích lệ bởi Thiên hoàng Go-Shirakawa, đánh đuổi khỏi đây và phải đến trú ẩn ở Yashima, một hòn đảo nhỏ ở biển Seto.
Yoshinaka cử quân đuổi theo nhà Taira, trong khi đó, ông dẫn một đội quân thứ 2 quay về Kamakura để làm cản trở hành động của người anh em họ. Trong khi quân đội của ông thua nhà Taira tại Mizushima, Yoshinaka âm mưu với Yukiie đánh chiếm kinh đô, bắt giữ Thiên hoàng, thậm chí có thể lập một triều đình mới ở phía Bắc. Tuy vậy, Yukiie tiết lộ kế hoạch này với Thiên hoàng, rồi lại báo cho Yoritomo.
Bị Yukiie phản bội, Yoshinaka giành quyền chỉ huy ở Kyoto vào đầu năm 1184, nổi lửa đốt Hōjūjidono, bắt giam Thiên hoàng. Minamoto no Yoshitune đến ngay sau đó cùng người anh trai Noriyori và một đội quân lớn, đánh đuổi Yoshinaka khỏi thành phố. Sau khi giao chiến với những người anh em họ tại cây cầu bắc qua sông Uji, nơi chiến tranh bắt đầu, Yoshinaka trụ lại đến trước trận cuối cùng tại Awazu, tỉnh Ōmi.

## Những trận đánh cuối cùng
Khi quân đội Minamoto thống nhất rời Kyoto, nhà Taira bắt đầu củng cố các vị trí của mình tại nhiều nơi trong và xung quanh biển nội Seto, vốn là đất tổ tiên của họ. Họ nhận được thư của Thiên hoàng rằng nếu họ đầu hàng trước ngày mồng 7 tháng 2, nhà Minamoto sẽ bị thuyết phục đồng ý đình chiến. Đò là một trò hề, vì cả nhà Minamoto lẫn Thiên hoàng đều không đợi đến ngày thứ 8 mới tấn công. Tuy nhiên, chiến thuật này cho Thiên hoàng một cơ hội để lấy lại các thần khí và làm sao lãng sự lãnh đạo của nhà Taira.
Quân đội Minamoto, dẫn đầu bởi Yoshitsune và Noriyori, thực hiện cuộc tấn công lớn đầu tiện tại Ichi-no-Tani, một trong những thành chính của nhà Taira tại đảo Honshū. Thành bị bao vây, và quân Taira rút lui đến Shikoku. Tuy nhiên, nhà Minamoto đã không chuẩn bị tấn công Shikoku, khoảng 6 tháng đình chiến sau đó rồi nhà Minamoto mới tiến tiếp. Mặc dù đang trên đường rút chạy nhưng nhà Taira lại có lợi thế riêng ở quê hương và giỏi thủy chiến hơn đối thủ của mình nhiều.
Gần một năm sau trận Ichi-no-Tani, thành chính của nhà Taira tại Yashima mới bị tấn công. Thấy lửa hiệu từ trên đảo Shikoku, nhà Taira hy vọng một cuộc tấn công trên đất liền và lên thuyền của mình di chuyển về hậu tuyến. Tuy vậy, đây là đòn nghi binh của nhà Minamoto, họ vẫn chờ với thủy quân của mình. Thành Yashima thất thủ, cùng với cung điện hoàng gia tạm thời được nhà Taira xây dựng, tuy vậy, nhiều người đã chạy thoát cùng với thần khí và Thiên hoàng Antoku.
Chiến tranh Genpei kết thúc một tháng sau đó, sau trận Dan-no-ura, mổ trong những trận đánh nổi tiếng và quan trọng nhất trong lịch sử Nhật Bản. Nhà Minamoto chạm trán hạm đội nhà Taira tại eo biển Shimonoseki, một khoảng nước nhỏ phân cách giữa đảo Honshu và đảo Kyūshū. Sau hàng loạt cung tên, sáp chiến bắt đầu. Thủy triều đóng vai trò quan trọng trong sự phát triển của trận đánh, ban đầu mang lợi thế cho nhà Taira, những thủy thủ kinh nghiệm và tài giỏi hơn, và sau đó là cho nhà Minamoto. Lợi thế của nhà Minamoto được nâng cao nhiều nhờ sự phản bội của Taguchi Shigeyoshi, một tướng quân của nhà Taira nói ra vị trí của Thiên hoàng Antoku và thần khí. Nhà Minamoto chuyển sự chú ý của mình đến con thuyền của Thiên hoàng, và trận đánh nhanh chóng chuyển hướng có lợi cho họ.
Quy tắc hải chiến thời đó quy định không bắn vào người lái thuyền, chỉ bắn chết võ sĩ samurai, tức là thành viên chiến đấu. Sở dĩ như vậy, vì người lái thuyền đều là dân chài, không phải quân lính, nếu bắn chết họ thì sau này họ sẽ không lái thuyền cho quân đội nữa, thủy quân cũng không hình thành nổi. Tuy vậy, Yoshitsune vốn là người miền Đông, không nghĩ xa tới tương lai thủy quân, nên đã phá lệ cũ, nhằm bắn người lái thuyền trước nhất. Người lái thuyền không mặc giáp trụ, nên bị trúng tên thì bị thương nặng không lái thuyền được nữa. Vì vậy, họ sợ hãi rồi bỏ chạy hết, khiến đoàn thuyền của nhà Taira không xoay xở được. Những vị tướng nhà Taira đã thốt lên câu gọi Yoshitsune là "tên hèn mạt" mà chết đi...
Nhiều samurai của nhà Taira, cùng với Thiên hoàng Antoku và bà nội ông Taira no Tokiko, góa phụ của Taira no Kiyomori, trẫm mình xuống làn sóng nước thay vì sống để thấy sự thất bại cuối cùng của gia tộc mình về tay nhà Minamoto.

## Kết quả của chiến tranh Genpei
Nhà Taira bị tiêu diệt, và chiến thắng của nhà Minamoto theo sau đó bằng việc thành lập Mạc phủ Kamakura. Mặc dù Minamoto no Yoritomo không phải là người đầu tiên giữ tước vị Shogun, ông là người đầu tiên giữ vị trí này với vai trò ở tầm quốc gia. Sự kết thúc của chiến tranh Genpei và mở đầu Mạc phủ Kamakura đánh dấu sự nổi lên của quyền lực quân sự (samurai) và sự suy sụp của quyền lực Thiên hoàng, người bị buộc phải chủ tọa mà không có quyền lực chính trị hay quân sự, cho đến thời Minh Trị Duy Tân 650 năm sau đó.
Thêm vào đó, trận chiến này và kết quả của nó khiến cho 2 màu đỏ và trắng, màu của gia tộc Taira và Minamoto, một cách tương đối, trở thành màu quốc gia của Nhật Bản. Ngày nay, hai màu này có thể thấy trên quốc kỳ Nhật, và trên cờ, bảng trong sumo và các hoạt động truyền thống khác.

## Các trận đánh

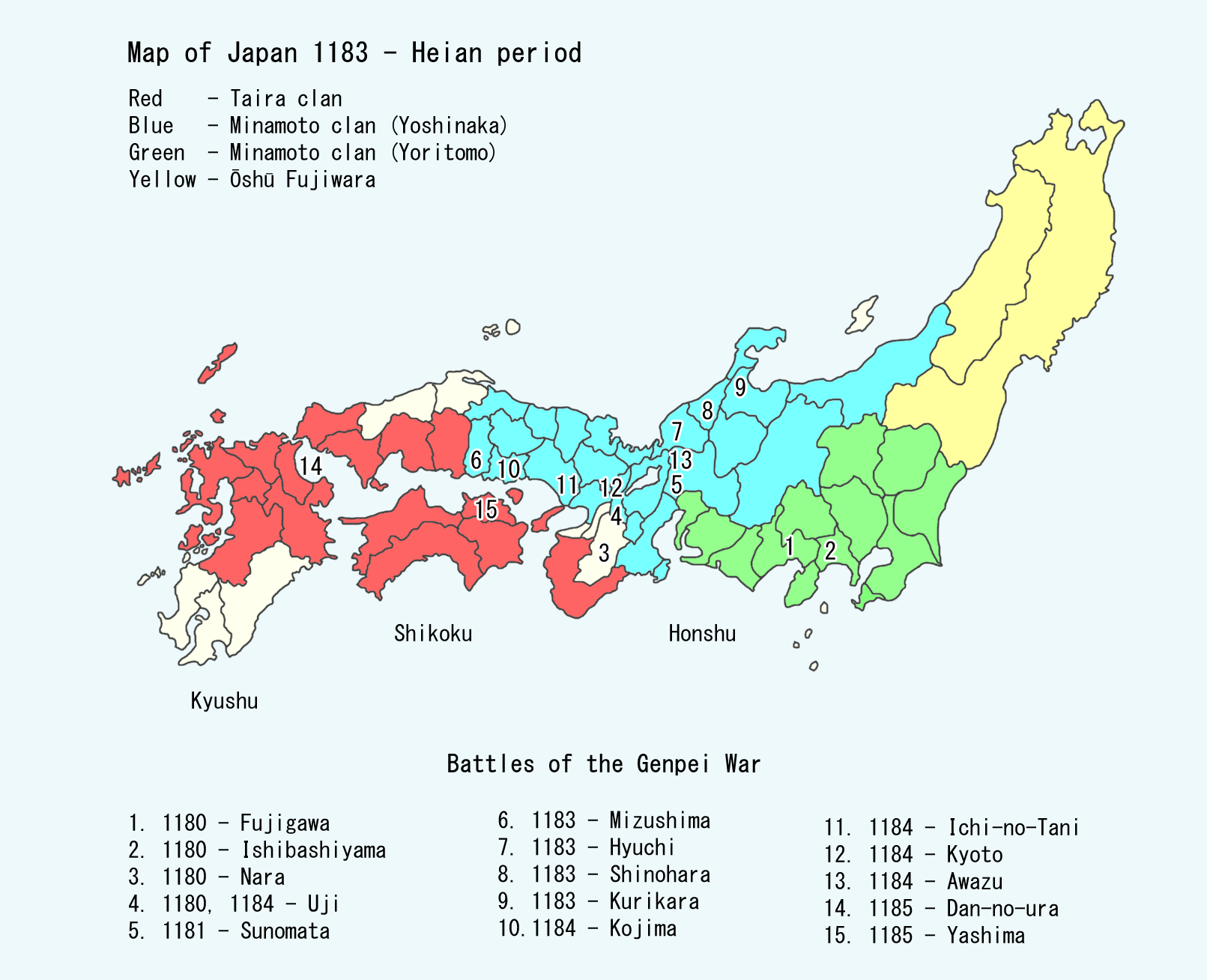
Bản đồ các trận đánh trong chiến tranh Genpei

- 1180 - Trận Uji lần thứ nhất – được coi là trận đầu tiên trong chiến tranh Genpei, các nhà sư Mii-dera ở Byodoin chiến đầu cùng phe với Minamoto no Yorimasa để bảo vệ Hoàng Tử Mochihito.
- 1180 - Cuộc vây hãm Nara - Nhà Taira báo thù các nhà sư Mii-dera ở Byōdōin, phá hủy thành phố và nhiều đền chùa, cắt tiếp tế của kẻ thù.
- 1180 - Trận Ishibashiyama – Trận đánh đầu tiên của Minamoto no Yoritomo nhằm đẩy lui và chống trả lại nhà Taira. Minamoto Yoritomo thua trận và rút lui.
- 1180 - Trận Fujigawa - Nhà Taira tưởng nhầm một đàn chim nước là quân phục kích của nhà Minamoto trong đêm, liền rút chạy trước khi có bất kỳ trận chiến nào diễn ra.
- 1181 - Trận Sunomatagawa – quân đội nhà Taira do Taira no Tomomori đánh lui thành công được một cuộc phục kích lén lút vào ban đêm của đội quân do Minamoto no Yukiie dẫn dắt.
- 1181 - Trận Yahagigawa - nhà Minamoto, rút lui từ Sunomata, cố tạo lập được chỗ đứng để phản công nhưng thất bại nên tiếp tục rút lui.
- 1183 - Cuộc vây hãm Hiuchi - nhà Taira tấn công thành nhà Minamoto mặc dù quân đội nhà Taira đã suy yếu sau khi Taira no Kiyomori qua đời kèm với nạn đói
- 1183 - Trận Kurikara – diễn biến chiến tranh đổi hướng có lợi cho nhà Minamoto khi biết sử dụng chiến lược sáng tạo và quân đội tài giỏi.
- 1183 - Trận Shinohara - Minamoto no Yoshinaka truy kích quân nhà Taira từ Kurikara, quân nhà Taira bắt đầu tháo chạy trong sợ hãi và tinh thần không ổn định.
- 1183 - Trận Mizushima – nhà Taira thành công chặn đứng quân Minamoto đang tiến đến tấn công Yashima.
- 1183 - Cuộc vây hãm Fukuryuji - quân đội nhà Minamoto tấn công một ngôi thành của nhà Taira.
- 1183 - Trận Muroyama - Minamoto no Yukiie dù đã cố gắng nhưng không thể bù đắp lại cho thất bại trong trận Mizushima.
- 1184 - Cuộc vây hãm Hojujidono - Minamoto no Yoshinaka nổ lửa đốt Hojuji-dono và bắt cóc Thiên Hoàng Go-Shirakawa.
- 1184 - Trận Uji thứ hai - Minamoto no Yoshinaka bị Minamoto no Yoshitsune và Minamoto no Noriyori đánh bật khỏi kinh đô.
- 1184 - Trận Awazu - Minamoto no Yoshinaka bị Yoshitsune và Noriyori đánh bại và giết chết.
- 1184 - Trận Ichi-no-Tani - quân đội nhà Minamoto do Yoshitsune và Noriyori chỉ huy tấn công vào một trong những thành quan trọng nhất của nhà Taira.
- 1184 - Trận Kojima – quân nhà Taira đang chạy khỏi Ichi-no-Tani thì bị quân đội nhà Minamoto do Minamoto no Noriyori chỉ huy tấn công.
- 1185 - Trận Yashima - quân nhà Minamoto tấn công thành trì của kẻ thù ở ngoài Shikoku. Nhà Taira phải mang theo Thiên Hoàng Antoku và ba món thần khí rút lui về hậu tuyến
- 1185 - Trận Dan-no-ura – trận hải chiến quyết định kết thúc chiến tranh Genpei, dù được thủy triều hỗ trợ về sau, nội bộ nhà Taira bị phản bội bởi một trong số tướng lĩnh và bị chơi xấu bởi Minamoto no Yoshitsune.

## Các nhân vật chính trong chiến tranh Genpei

### Gia tộc Minamoto (còn gọi là "Genji")

Minamoto no Yoritomo, tranh treo tường năm 1179 của Fujiwara no Takanobu

Nhà Minamoto là một trong bốn gia tộc lớn chi phối nền chính trị Nhật Bản suốt thời Heian (794-1185). Tuy vậy, họ bị nhà Taira tàn sát trong cuộc Nổi loạn Heiji năm 1160. Minamoto no Yoshitomo là người đứng đầu gia tộc vào thời điểm đó; sau thất bại về tay Taira no Kiyomori, hai con trai của ông bị giết, và người con thú ba, Minamoto no Yoritomo bị lưu đày. Sau lời hiệu triệu của Hoàng tử Mochihito và Minamoto no Yorimasa năm 1180, gia tộc này tập hợp lại và củng cố quyền lực. Chiến tranh Genpei chứng kiến việc gia tộc Minamoto đánh bại gia tộc Taira và giành quyền thống trị toàn bộ đất nước.
- Minamoto no Noriyori (源範頼), tướng quân, em trai của Yoritomo.
- Minamoto no Yorimasa (源頼政), người đứng đầu gia tộc trước lúc bắt đầu chiến tranh
- Minamoto no Yoritomo (源頼朝), tộc trưởng sau khi Yorimasa chết.
- Minamoto no Yoshitsune (源義経), em trai của Yoritomo, tướng tổng tư lệnh của gia tộc.
- Minamoto no Yukiie (源行家), tướng quân, kiêm là bác của Yoritomo.
- Đồng minh và chư hầu:
  - Emperor Go-Shirakawa (後白河), Thượng hoàng, người giật dây mọi diễn biến trước và sau chiến tranh Genpei.
  - Hoàng tử Mochihito (以仁王), con trai của Cựu Thiên Hoàng Go-Shirakawa, chết vì bị xử tử bởi quân đội nhà Taira.
  - Benkei (弁慶), sōhei (tăng binh), quân đồng minh của Minamoto no Yoshitsune.
  - Hōjō Tokimasa (時政 北条), người đứng đầu gia tộc Hōjō (北条), cha vợ Yoritomo.
  - Kajiwara Kagetoki (景時 梶原), chính thức là một đồng minh của Yoshitsune, thực tế làm nội gián cho Yoritomo.
  - Kumagai Naozane (直実 熊谷), samurai chư hầu của Yoritomo.
  - Sasaki Moritsuna (盛綱 佐々木), chư hầu của Noriyori người chỉ huy trận đánh Kojima.
  - Taguchi Shigeyoshi (重能 田口), tướng quân Taira đến hàng tại trại nhà Minamoto khi nhìn thấy xu thế trận đánh đổi chiều trong trận Dan no Ura, do đó, đảm bảo thắng lợi của nhà Minamoto.
  - Nasu no Yoichi (那須与一), cung thủ nổi tiếng và là bạn của nhà.
  - Yada Yoshiyasu (矢田 義康), chư hầu của Yoshinaka và chỉ huy quân Minamoto trong trận Mizushima.
  - Sohei (tăng binh) của Mii-dera và các ngôi chùa khác. Ba người được đề cập đến trong Heike Monogatari vì vai trò của họ trong trận Uji lần thứ nhất:
    - Ichirai Hoshi (一来 法師), người nổi tiếng vì nhảy lên trước Jomyo Meishu và dẫn đầu các nhà sư Mii-dera trong trận đánh.
    - Gochin no Tajima (ごちん忽), được goi là Tajima người cắt tên, và nổi tiếng về việc làm trệch hướng mũi tên nhà Taira bằng naginata của ông, trên cây cầu qua sông Uji.
    - Tsutsui Jomyo Meishu (筒井 浄妙 めいしゅ), người chiến đấu đến hơi thở cuối cùng trên cầu Uji, nhận đến 60 mũi tên và vẫn chiến đấu.
- Những người ủng hộ cuộc nổi dậy của Minamoto no Yoshinaka (源義仲):
  - Imai Kanehira (兼平 今井), đi theo Yoshinaka khi ông chạy đến Seta.

### Gia tộc Taira (còn gọi là "Heike")

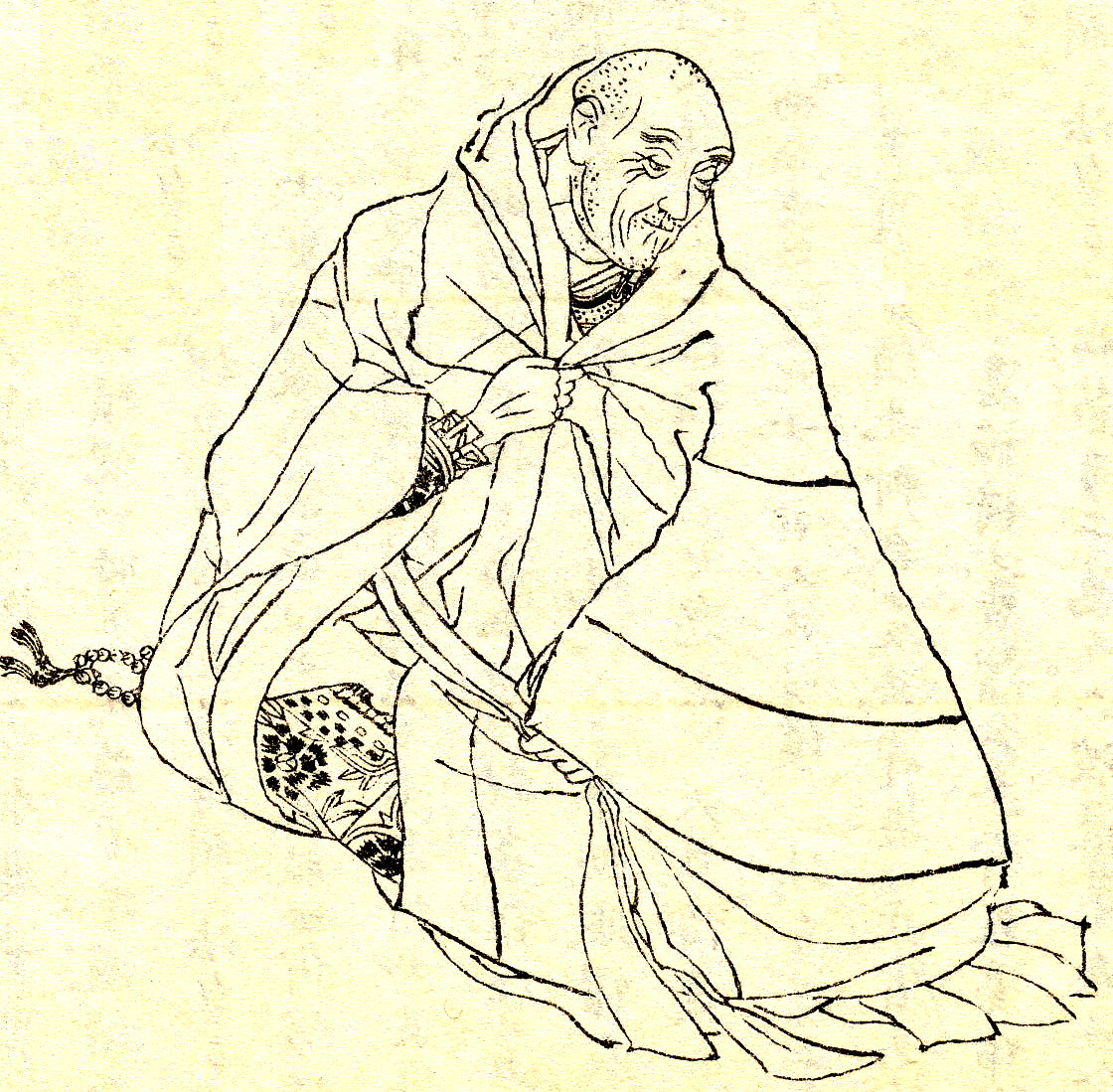
Taira no Kiyomori, của Kikuchi Yōsai

Nhà Taira là một trong bốn đại gia tộc chi phối nền chính trị Nhật Bản trong suốt thời Heian (794-1185). Kết quả của việc gia tộc thù địch, nhà Minamoto, gần như bị tiêu diệt hoàn toàn trong cuộc nổi dậy Heiji năm 1160, Taira no Kiyomori, tộc trưởng, bắt đầu cuộc chiến ở đỉnh cao quyền lực. Tuy vậy, khi kết thúc chiến tranh, chính nhà Taira lại lâm vào họa diệt vong.
- Taira no Atsumori (平敦盛), samurai bị giết bởi Kumagai Naozane.
- Taira no Kiyomori (平清盛), tộc trưởng khi bắt đầu chiến tranh.
- Taira no Koremori (平維盛), cháu nội của Kiyomori.
- Taira no Munemori (平宗盛), người con trai kế thừa Kiyomori.
- Taira no Noritsune (平教経), samurai của nhà Taira.
- Taira no Shigehira (平重衡), tướng quân, con trai của Kiyomori.
- Taira no Tadanori (平忠度), tướng quân, em trai của Kiyomori.
- Taira no Tokiko (平時子), vợ của Kiyomori, tự sát trong trận Dan-no-ura.
- Taira no Tomomori (平知盛), tướng quân, con trai của Kiyomori.
- Taira no Yukimori (平行盛), tướng quân nhà trong trận Kojima.
- Đồng minh và chư hầu:
  - Emperor Antoku (安徳), Thiên hoàng, cháu nội của Taira no Kiyomori
  - Ōba Kagechika (景親 大庭), chư hầu nhà Taira.
  - Saitō Sanemori (実盛 斎藤), chư hầu cũ của Minamoto no Yoshitomo, chuyển phe và trở thành chư hầu của Taira no Munenori.
  - Seno Kaneyasu (兼康 妹尾), chư hầu của nhà Taira trấn giữ thành Fukuryūji.
  - Taguchi Shigeyoshi (重能 田口), tướng quân nhà Taira đã phản bội và chuyển sang phục vụ nhà Minamoto khi thấy xu thế trận đánh Dan no Ura thay đổi, đảm bảo chiến thắng của nhà Minamoto.
  - Sōhei (tăng binh) của chùa Enryaku-ji (延暦寺), ít nhất theo truyền thuyết, vì sự thù địch của họ với Mii-dera, vốn liên minh với nhà Minamoto

## Chiến tranh Genpei trong văn chương
Nhiều câu chuyện và tác phẩm nghệ thuật miêu tả cuộc chiến này. Truyện kể Heike (Heike Monogatari, 平家物語) là một trong những tác phẩm nổi tiếng nhất, mặc dù nhiều vở kịch kabuki và bunraku cũng tái hienj lại các sự kiện trong chiến tranh. Ichinotani futaba gunki (Ký sự trận đánh Ichi-no-Tani) của Namiki Sōsuke cũng là một tác phẩm nổi tiếng về cuộc chiến này.
"Shike" của Robert Shea làm nổi bật những chi tiết mang tính văn chương của cuộc chiến, được nhìn nhận từ hai nhân vật chính, nhà sư Zinja Jebu, và phu nhân quý tộc Shima Taniko. Cái tên của hai gia tộc thù địch được thay đổi đi, "Minamoto" thành "Muratomo" và "Taira" thành "Takashi".
Một truyện hư cấu về cuộc chiến là phần trung tâm của "nội chiến" (hay còn gọi là "thời kỳ hỗn loạn"), tập 9 trong manga nổi tiếng Phượng hoàng lửa của Osamu Tezuka.